# Acacia resinosa
Acacia resinosa é uma espécie de leguminosa do gênero Acacia, pertencente à família Fabaceae.